# Compitalia
Compitalia (lat.) var i oldtiden en folkefest af landlig karakter, fejret ved de altre og småhelligdomme, der ved korsvejene var indviede for de larer, som beskyttede vejene. Den var efter overleveringen gammel, indstiftet af Servius Tullius, og fejredes fortrinsvis af de lavere folkeklasser og de ufrie; den holdtes i republikkens tid om vinteren, først i januar, snart efter Saturnalierne.